# Sieur d'Etchepare
 (avril 2022).
Si vous disposez d'ouvrages ou d'articles de référence ou si vous connaissez des sites web de qualité traitant du thème abordé ici, merci de compléter l'article en donnant les références utiles à sa vérifiabilité et en les liant à la section « Notes et références ».
Le sieur d'Etchepare est un officier colonial Basque actif en Louisiane française au début du XVIIIème siècle. Commandant du fort Rosalie, il est surtout connu pour avoir causé la révolte des Natchez. 

## Biographie

### Premières armes
Typique du Pays basque, son patronyme varie selon les sources : d'Etcheparre, Decheparre, de Chépart, Chopart, etc. D'Etcheparre émigre en Louisiane française où il devient officier colonial. 

### Commandant du fort Rosalie
Le sieur d'Etchepare est nommé commandant du district de Natchez et de son fort en 1728 par le gouverneur Étienne de Perier. Alcoolique notoire, il maltraite les indigènes et les colons. Son mauvais comportement lui vaut d'être démis de ses fonctions après que le Conseil supérieur l'a jugé coupable d'abus de pouvoir. Le gouverneur de Perier, cependant, pardonne à d'Etchepare et lui rend sa commission. Le commandant retourne au fort et bannit les Natchez du village de la Pomme Blanche. Le souverain de la tribu, le grand Soleil, enragé, commence immédiatement à préparer une attaque contre la garnison et les colonies environnantes.

### Massacre de fort Rosalie
Le 28 novembre 1729, le grand Soleil commet le massacre de fort Rosalie. Déguisés en paisibles chasseurs, les guerriers empruntent des fusils à l'armurerie et font feu sur les soldats et les colons surpris. La manière dont d'Etchepare est tué varie selon les sources : il a la tête fracassée devant sa porte ou a été battu à mort dans son jardin. Les Natchez ont infligé plus de deux cents pertes et capturé plus de trois cents femmes, enfants et esclaves.